# Droga wojewódzka nr 936
Droga wojewódzka nr 936 (DW936) – droga wojewódzka w województwie śląskim, w powiatach wodzisławskim i raciborskim. Rozpoczyna się od skrzyżowania z drogą wojewódzką nr 933 w Wodzisławiu Śląskim, następnie biegnie przez Syrynię, Buglowiec, Buków do Krzyżanowic, gdzie łączy się z drogą krajową nr 45.

## Miejscowości leżące przy trasie DW936
- Wodzisław Śląski (DW933)
- Wodzisław Śląski-Kokoszyce
- Wodzisław Śląski-Zawada
- Syrynia
- Lubomia
- Buków
- Krzyżanowice (DK45)